# Krabbenhäuschen
Krabbenhäuschen ist ein Wohnplatz in der Stadt Leichlingen (Rheinland) im Rheinisch-Bergischen Kreis.

## Lage und Beschreibung
Krabbenhäuschen liegt östlich des Leichlinger Zentrums auf einem Höhenrücken zwischen dem Murbach und dem Weltersbach an der Landesstraße 294 nahe der Stadtgrenze zu Burscheid. Der Ort ist mit den gegenüber der Landesstraße gelegenen Orten Schneppenpohl und dem weitaus größeren Metzholz zu einem Ortsbereich zusammengewachsen und ist als eigenständiger Wohnplatz nicht mehr wahrnehmbar. Der gesamte Siedlungsbereich ist nun Metzholz zugeordnet. Weitere Nachbarorte sind Tirol, Windfoche, Eichen, Wiedenbach, Scheuerhof, Koltershäuschen, Weltersbach, Unterbüscherhof, Schüddig, Holzerhof, Wilhelmstal, Sieferhof, Krähwinkel und auf Burscheider Stadtgebiet Unterwietsche.

## Geschichte
In der Preußischen Uraufnahme von 1844 ist der Wohnplatz unbeschriftet eingezeichnet. 1832 gehörte Krabbenhäuschen dem Kirchspiel Witzhelden der Bürgermeisterei Burscheid an. Der laut der Statistik und Topographie des Regierungsbezirks Düsseldorf als Kotten kategorisierte Ort besaß zu dieser Zeit ein Wohnhaus und ein landwirtschaftliches Gebäude. Zu dieser Zeit lebten neun Einwohner im Ort, allesamt evangelischen Glaubens.
Aufgrund der Gemeindeordnung für die Rheinprovinz erhielt 1845 das Kirchspiel Witzhelden den Status einer Gemeinde, schied aus der Bürgermeisterei Burscheid aus und bildete ab 1850 eine eigene Bürgermeisterei. Krabbenhäuschen lag an der Grenze, der angrenzende Nachbarort Metzholz lag bereits in der Bürgermeisterei Leichlingen. Im Gemeindelexikon für die Provinz Rheinland werden 1885 ein Wohnhaus mit neun Einwohnern angegeben. 1895 besitzt der Ort ein Wohnhaus mit fünf Einwohnern, 1905 ein Wohnhaus und drei Einwohner.
Am 1. Januar 1975 wurde die Gemeinde Witzhelden mit Krabbenhäuschen in Leichlingen eingemeindet.